# Кет
Вижте пояснителната страница за други значения на Кет.
Кет (на руски: Кеть) е река в Русия, Южен Сибир, Красноярски край и Томска област, десен приток на река Об. Дължината ѝ с река Болшая Кет е 1621 km, която ѝ отрежда 20-о място по дължина сред реките на Русия.
Река Кет води началото си от крайната югоизточна, висока и гориста (тайга) част на Западносибирската равнина, на 360 m н.в., на вододела с река Енисей, на около 17 km западно от село Мостовское, Красноярски край. По цялото си протежение реката протича през югоизточна част на Западносибирската равнина. До устието на десния си приток река Орловка Кет силно меандрира, а по-надолу се разделя наръкави, които изобилстват от плитчини и някои от тях по време на маловодието пресъхват. Влива се отдясно в река Об чрез два ръкава – Тогурска Кет (при село Тогур, Томска област) и Копиловска Кет, която протича 180 km успоредно на река Об и се влива в нея 2246 km, на 44 m н.в., при село Нарим, Томска област.
Водосборният басейн на Кет обхваща площ от 94 200 km2, което представлява 3,15% от водосборния басейн на река Об. Във водосборния басейн на реката попадат части от териториите на Красноярски край и Томска област.
Границите на водосборния басейн на реката са следните:
- на север – водосборния басейн на река Тим, десен приток на Об.
- на изток – водосборния басейн на река Енисей;
- на юг – водосборния басейн на река Чулим, десен приток на Об;

Река Кет получава над 200 притока с дължина над 10 km, като 17 от тях са с дължина над 100 km:
- 1290 → Малая Кет 239 / 2420, на 14 km северозападно от село Тархово, Красноярски край
- 1116 → Мендел 366 / 3800, на 2 km източно от село Ворожейка, Красноярски край
- 956 ← Сочур 301 / 4820, Красноярски край
- 863 → Еловая 331 / 6230, на 10 km източно от село Айдара, Красноярски край
- 812 → Оленка 115 / 1500, Красноярски край
- 788 ← Келма 165 / 1390, на 6 km южно от село Катайга, Томска област
- 722 ← Чагисейка 143 / 781, на 7 km югозападно от село Уст Озерное, Томска област
- 612 → Утка 160 / 2690, при село Максимкин Яр, Томска област
- 547 ← Тоголика 200 / 2540, Томска област
- 523 ← Орловка 327 / 9010, Томска област
- 489 → Чачамга 181 / 2720, при село Клюквинка, Томска област
- 414 ← Лисица 414 / 7980, на 11 km североизточно от посьолок Белий Яр, Томска област
- 340 → Суйга 130 / 1660, на 3 km северно от село Палочка, Томска област
- 278 ← Кузурова 110 / 1080, при село Кузурово, Томска област
- 204 ← Елтирева 332 / 5240, на 3,5 km северозападно от село Белояровка, Томска област
- 102 ← Пиковка 201 / 1340, при село Зайкино, Томска област
- 11 ← Пайдугина 458 / 8790, при от село Алатеево, Томска област

Подхранването на река Кет е предимно снежно. Пълноводието на реката е от май до август. Среден годишен отток на 236 km от устието 560 m3/s, което годишно прави 17,7 km3. Замръзва в края на октомври или началото на ноември, а се размразява в края на април или началото на май. През пролетта по време на ледотопенето често се появяват задръствания по течението на реката, които предизвикват широкото ѝ разливане и наводнява обширни райони.
По течението на реката са разположени около 30 населени места, в т.ч. посьолок Белий Яр (районен център) в Томска област
Река Кет е плавателна до село Уст Озерное. В края на ХІХ в. е изграден Об-Енисейския канал, който съединява чрез река Ломоватая басейна на Кет с река Кас от басейна на Енисей. Поради неефективността на канала през 1917 г. се преустановява плаването по него и той е изоставен.